# Стар Трек (филм, 2009)
„Стар Трек“ (на английски: Star Trek) е научнофантастичен филм от 2009 г. Режисиран е от Джей Джей Ейбрамс, а сценаристи са Роберто Орси и Алекс Кърцман. Орки, Кърцман, Брайън Бърк и Джефри Чернов са изпълнителни продуценти. Това е единайсетия филм от поредицата Стар Трек и включва всички главни герои от „Стар Трек“, които са изиграни от нови актьори, тъй като филмът представя алтернативна реалност, която е различна от времевата схема в сериала и предишните филми. Филмът показва историята на Джеймс Т. Кърк (Крис Пайн) и Спок (Закари Куинто), преди да се съюзят на борда на ЮСС Ентърпрайз, за да се сражават с Неро (Ерик Бана), ромуланец от бъдещето, който заплашва Обединената Федерация от планети. Пуснат по обикновени и IMAX кина, филма излиза международно (в по-напреднали кина в Австралия, Нова Зеландия, Азия, Германия, Ирландия, Обединеното кралство, Канада и САЩ) на 7 май, 2009 и в обикновени кина в Северна Америка, Бразилия, Ирландия и Обединеното кралство на 8 май, 2009.
Разработването на проекта започва през 2005, когато Парамаунт Пикчърс се свързват с Ейбрамс, Орчи и Кърцман за идеи да се разшири поредицата. Те включват във филма елементи от любимите си книги на тема Стар Трек, модифицират времевата схема и модернизират дизайна на оригиналното шоу. Заснемането е в периода ноември 2007 – март 2008 под голяма тайнственост. По време на снимките Парамаунт отлагат премиерата от 25 декември 2008 на май 2009.

## Сюжет
През 2387 г. свръхнова заплашва да унищожи родния свят на ромуланците. Вулканците, водени от Спок, построяват кораб, който да носи „червена материя“, която веднъж възпламенена може да създаде гравитационна сингулярност, карайки свръхновата да бъде погълната от черна дупка. Въпреки това те закъсняват да сапсят Ромулус и свръхновата почти унищожава цялата раса. Капитан Неро от ромуланците с кораба Нарада, гледа как семейството му и родния му свят умират, и се опитва да си отмъсти на Спок, но и двата кораба са хванати в хоризонта на събитие на черната дупка, те се връщат в миналото и създават „алтернативна“ времева линия различна от „Оригиналният сериал“. Нарада пристига около 150 г. преди инцидента и прави обсада на кораба на Федерацията, USS Келвин (USS <=> united spase ship, обединен космически кораб) . Неро иска нейният капитан, Ричард Робау, да се предаде и научава, че Спок още не е пристигнал. Неро убива Робау и заповядва унищожението на кораба. Докато екипажа на Келвин се евакуира действащия капитан Джордж Кърк е принуден да остане, за да направи прикритие на совалките и умира малко след като синът му, Джеймс Тибериус Кърк, е роден. Екипажът на Нарада изчислява, че поради хоризонта на събитие Спок ще се появи след около 20 г. и тихо го изчакват. Когато Спок пристига Неро хваща кораба му и останалата „червена материя“ и прогонва Спок на планетата Делта Вега близо до Вулкан, казвайки му да се приготви да гледа как родната му планета ще бъде унищожена.
Кърк пораства като интелигентен, но безразсъден и циничен млад човек. Капитан Кристофър Пайк му казва за героичните постъпки на баща му и го убеждава да се присъедини към Старфлийт. В Академият Старфлийт, Кърк се сприятелява с кадетите Леонард МакКой и Ухура. През неговата трета година в Академията, Кърк е обвинен в мамене на изпита Кобаяши Мару от неговия създател, Командир Спок. По време на процеса, Старфлийт получава зов за помощ от Вулкан и кадетите се мобилизират, за да помогнат. Действащ като негов лекар, МакКой вмъква наказаният Кърк на борда на USS Ентърпрайз.

## Филми от поредицата за „Стар Трек“
Поредицата „Стар Трек“ включва 14 филма:
- „Стар Трек: Филмът“ (1979)
- „Стар Трек II: Гневът на Хан“ (1982)
- „Стар Трек III: В търсене на Спок“ (1984)
- „Стар Трек IV: Пътуване към вкъщи“ (1986)
- „Стар Трек V: Последната граница“ (1989)
- „Стар Трек VI: Неоткритата страна“ (1991)
- „Стар Трек: Космически поколения“ (1994)
- „Стар Трек VIII: Първи контакт“ (1996)
- „Стар Трек: Бунтът“ (1998)
- „Стар Трек: Възмездието“ (2002)
- „Стар Трек“ (2009)
- „Пропадане в мрака“ (2013)
- „Стар Трек: Отвъд“ (2016)
- „Стар Трек: Секция 31“ (2025)